# Річард Вулсі
Річард Вулсі (англ. Richard Woolsey) — вигаданий персонаж у вигаданому науково-фантастичному всесвіті Зоряна брама, якого зіграв американський актор Роберт Пікардо.
Вперше з'явився в серії «Герої»  у ролі члена Агентства інформації, пізніше брав участь у декількох епізодах до 10-го сезону «Зоряної брами: SG-1». Один з головних членів Міжнародного Комітету, який контролює роботу проєкту «Зоряна брама».
У Зоряній брамі: Атлантида спочатку був епізодичним персонажем 3 і 4 сезонів серіалу, поки не став командиром експедиції, змінивши на посаді Саманту Картер у 5 сезоні.

## Біографія

### Кар'єра
У Вулсі два вчені ступені Гарварду. Курирував Армійський інженерний корпус (старший юрисконсультант інженерних військ США). Рік потому попросив про переведення, коли з'ясував , що тут нечиста справа з фінансовими зобов'язаннями на суму в 800 мільйонів доларів. До цього був фахівцем з апеляції в Hartshorne & Slaughter, однієї з найпрестижніших адвокатських контор Нью-Йорка. 

### Зоряна брама: ЗБ-1
Після загибелі доктора Джанет Фрейзер в кінці 7-го сезону серіалу Зоряна брама: SG-1 Вулсі відправляють у Командний центр Зоряних брам з перевіркою. Він прибув на базу в ролі слідчого для з'ясування подробиць цієї події і спершу залишив про себе погане враження, бо нагадував сенатора Кінсі, якого підтримував, звертаючи увагу на помилки, що допускаються військовими, включаючи генерала Хеммонда і ЗБ-1.  
Спостерігаючи за фінансовим станом справ у Командуванні Зоряних брам, з'ясував , що робота ЗБ обходиться платникам податків в 27 мільярдів доларів. Погрожував декільком членам командування, в тому числі Саманті Картер, Деніелу Джексону і Тіл'ку, що посадить їх у в'язницю, якщо ті відмовляться від співпраці з його відомством.
У ті часи Вулсі ще не розумів, чим відрізняється кабінетна робота зі складання меморандумів про фінансування програми Зоряних брам та аналізу польотів командування бази від тієї роботи, яку роблять ті, на кого всі ці роки здійснювали люті атаки не дуже розумні люди на зразок Кінсі. Вулсі ретельно розбирав помилки, питав, чи можна було цього уникнути, був проти секретності проєкту.
На прохання віце-президента Кінсі Вулсі готував рапорти на Хеммонда та Командування Зоряних брам, в яких робих ацент на тому, що програма принесла на Землю нові загрози загибелі. Незабаром Річард зрозумів: мета Кінсі — взяти в свої руки контроль над програмою. Вулсі скористався інформацією генерала Хеммонда для гри проти Кінсі, передав усі документи президенту Хейсу — Кінсі був притиснутий до стінки.
Коли перед галактикою постала загроза ораїв, Вулсі став лояльнішим і підтримав збільшення фінансування проєкту, продовжуючи при цьому бути допитливим і неупередженим.
Під час неприємної події з жуками R-75 на базі Гамма Вулсі проявив себе з найкращого боку, прийнявши правильне рішення зажадати від ЗБ-1 слідувати інструкції Пентагону, забезпечити безпеку довірених їм членів Комітету, а не займатися порятунком бази. Ця пригода показала, коли ЗБ-1 і члени Комітету повністю довіряють один одному — це запорука успіху.
Вулсі посів місце наглядача в міжнародному комітеті з контролю програми Зоряних брам під час командування базою генерала Хенка Лендрі. Річард зіткнувся з ситуаціями, в яких доводилося ухвалювати рішення про подальшу долю планети. 

### Зоряна брама: Атлантида
З п'ятого сезону т/с «Зоряна брама: Атлантида» Вулсі призначений на посаду керівника експедиції на Атлантиді, замінивши змінивши полковника Картер. Призначення було не раціональним, а політичним: МНК давно вимагали зробити на Атлантиді цивільне керівництво взаміну старого, на їх думку, невдалого військового. Він став непоганим командиром, подолавши труднощі з мужністю і мудрістю.

## Приватне життя
Бюрократ, вважає, що громадська безпека та контроль у військових програмах понад усе. Розлучений, ніколи не мав дітей. Його колишня дружина виграла право опіки над їх собакою — йоркширський тер'єр.